# Wesoły świat Richarda Scarry’ego
Wesoły świat Richarda Scarry’ego (ang. The Busy World of Richard Scarry, 1993–1997) – kanadyjski serial animowany nakręcony na podstawie książeczek Richarda Scarry’ego.
Przez pewien czas bajka emitowana była jako Wieczorynka o godz. 19.00 – od 10 sierpnia 1996 do 17 stycznia 1998 w soboty. Od 2 września do 30 grudnia 1999 był emitowany w programie pierwszym TVP w czwartki o godz. 8.45. Bohaterowie bajki to między innymi kotek, robak (Chucherko), małpa (uwielbia banany), hipopotam, Świnka PS (listonosz).

## Wersja polska
Wersja polska: Telewizyjne Studia Dźwięku

Reżyser: Barbara Sołtysik

Dialogi: Hanna Bielawska-Adamik

Dźwięk: Jerzy Rogowiec

Montaż: Elżbieta Joel

Kierownik produkcji: Janina Ostała

Teksty piosenek: Michał Wojnarowski

Opracowanie muzyczne: Jacek Bończyk

Piosenki śpiewali:
- Anna Maria Jopek,
- Olga Bończyk,
- Marcin Kudełka,
- Dariusz Odija,
- Wojciech Paszkowski,
- Jacek Bończyk

Wystąpili:
- Elżbieta Jędrzejewska
- Adam Biedrzycki
- Maria Ciesielska
- Izabella Dziarska
- Andrzej Gawroński
- Jolanta Grusznic
- Katarzyna Tatarak
- Jolanta Wołłejko
- Włodzimierz Bednarski
- Jarosław Boberek
- Jacek Bursztynowicz
- Tomasz Grochoczyński
- Mirosław Guzowski
- Arkadiusz Jakubik
- Jacek Jarosz
- Marek Lewandowski
- Jan Mayzel
- Ryszard Nawrocki
- Włodzimierz Nowakowski
- Włodzimierz Press
- Krzysztof Strużycki

## Spis odcinków
| N/o            | Polski tytuł                          | Angielski tytuł                       |
| -------------- | ------------------------------------- | ------------------------------------- |
|                |                                       |                                       |
| SERIA PIERWSZA |                                       |                                       |
|                |                                       |                                       |
| 01             | Gadający chlebek                      | The Talking Bread                     |
| 01             | Couscous, detektyw z Afryki Północnej | Couscous, The North African Detective |
| 01             | Trzej rybacy                          | The Three Fishermen                   |
|                |                                       |                                       |
| 02             | Najwspanialszy prezent urodzinowy     | The Best Birthday Present Ever        |
| 02             | Prosiaczek Patryk uczy się mówić      | Patrick Pig Learns to Talk            |
| 02             | Zgorzkniały pan Goryczka              | Grouchy Mr. Gronkle                   |
|                |                                       |                                       |
| 03             | Straszliwie zapracowani strażacy      | The Busiest Firefighters Ever         |
| 03             | Meksykanin Manuel                     | Manuel of Mexico                      |
| 03             | Największy połów świata               | The Biggest Catch Ever                |
|                |                                       |                                       |
| 04             |                                       | Mr. Raccoon's Different Day           |
|                |                                       |                                       |
| 05             |                                       | The Best Mistake Ever                 |
|                |                                       |                                       |
| 06             |                                       | Billy Dog's Bad Day                   |
| 06             | Ernst and Heidi in the Alps           |                                       |
| 06             | Mr. Frumble's New Cars                |                                       |
|                |                                       |                                       |
| 07             | Zawieja                               | The Snowstorm                         |
| 07             | Profesor i jego mumia                 | Professor Dig and His Egyptian Mummy  |
| 07             | Poszukiwacze skarbów                  | Treasure Hunt                         |
|                |                                       |                                       |
| 08             | Przygoda z bananami                   | The Missing Bananas                   |
| 08             | Wycieczka do Rzymu                    | Good Luck in Rome                     |
| 08             | Wypadek                               | The Accident                          |
|                |                                       |                                       |
| 09             | Wyprawa na Księżyc                    | A Trip to the Moon                    |
| 09             | W służbie królowej                    | Pip Pip Goes to London                |
| 09             | Bananowe marzenie                     | Floating Bananas                      |
|                |                                       |                                       |
| 10             | Placek z kapeluszem                   | Hat Pie                               |
| 10             | Hans, holenderski hudraulik           | Hans, the Dutch Plumber               |
| 10             | Romantyczny podwieczorek u Hildy      | Hilda's Romantic Tea Party            |
|                |                                       |                                       |
| 11             | Kiciuś w szpitalu                     | A Big Operation                       |
| 11             | Pan Ogórek, afrykański fotograf       | Cucumber, the African Photographer    |
| 11             | Mokry piknik                          | Summer Picnic                         |
|                |                                       |                                       |
| 12             |                                       | Sgt. Murphy's Day Off                 |
| 12             | Schmudge, the German Chimney Sweep    |                                       |
| 12             | Sleeping Car Adventures               |                                       |
|                |                                       |                                       |
| 13             | Regaty w naszym mieście               | Busytown Regatta                      |
| 13             | Schtoompah, zabawny muzyk             | Schtoompah, The Funny Austrian        |
| 13             | Wielki wyścig                         | Busytown Soap Box Derby               |
|                |                                       |                                       |
| 14             |                                       | The Big Story                         |
| 14             | Couscous Gibraltar                    |                                       |
| 14             | The Firefighter's Ball                |                                       |
|                |                                       |                                       |
| 15             |                                       | Scout's Field Trip                    |
| 15             | The Great Pie Robbery                 |                                       |
| 15             | Clean Garage                          |                                       |
|                |                                       |                                       |
| SERIA DRUGA    |                                       |                                       |
|                |                                       |                                       |
| 16             |                                       | Captain Willy and the Pirates         |
| 16             | Flying Noodles                        |                                       |
| 16             | Roughing It                           |                                       |
|                |                                       |                                       |
| 17             |                                       | Young Vikings                         |
| 17             | Sneef Save the Queen                  |                                       |
| 17             | Hilda the Director                    |                                       |
|                |                                       |                                       |
| 18             |                                       | High Flyers                           |
| 18             | Steamboat Mystery                     |                                       |
| 18             | The Best Waiters Ever                 |                                       |
|                |                                       |                                       |
| 19             |                                       | The Big Move                          |
| 19             | Sneef in Russia                       |                                       |
| 19             | Mr. Frumble Gets a Job                |                                       |
|                |                                       |                                       |
| 20             |                                       | Ambulance Cake                        |
| 20             | The Supermarket Mystery               |                                       |
| 20             | Big Trouble for Bananas Gorilla       |                                       |
|                |                                       |                                       |
| 21             |                                       | Sgt. Murphy's Deputy                  |
| 21             | Couscous In Sahara                    |                                       |
| 21             | New Friend on the Block               |                                       |
|                |                                       |                                       |
| 22             |                                       | The Biggest Storm Ever                |
| 22             | Cucumber in Rockies                   |                                       |
| 22             | Sally's First Day at Kindergarten     |                                       |
|                |                                       |                                       |
| 23             |                                       | No Time for Bananas                   |
| 23             | Sniff In India                        |                                       |
| 23             | Sally Cat's First Trip                |                                       |
|                |                                       |                                       |
| 24             |                                       | Grand Hotel                           |
| 24             | Couscous Up the Nile                  |                                       |
| 24             | Cat Family Ski Trip                   |                                       |
|                |                                       |                                       |
| 25             |                                       | Lowly Breaks A Leg                    |
|                |                                       |                                       |
| 26             |                                       | Huckle Gets A Job                     |
|                |                                       |                                       |
| 27             |                                       | The Knights of Busytown               |
|                |                                       |                                       |
| 28             |                                       | Billy Dog Gets Glasses                |
|                |                                       |                                       |
| 29             |                                       | The Big Dare                          |
|                |                                       |                                       |
| 30             |                                       | The Best Birthday Party Ever          |
|                |                                       |                                       |
| SERIA TRZECIA  |                                       |                                       |
|                |                                       |                                       |
| 31             |                                       | Dad's Neat Job                        |
|                |                                       |                                       |
| 32             |                                       | Denys at Camp                         |
|                |                                       |                                       |
| 33             |                                       | School Dance                          |
|                |                                       |                                       |
| 34             |                                       | Mr. Frumble's Brother                 |
|                |                                       |                                       |
| 35             |                                       | Tough Test                            |
|                |                                       |                                       |
| 36             |                                       | Inventor of the Year                  |
|                |                                       |                                       |
| 37             |                                       | Fun-Time Riddle Race                  |
|                |                                       |                                       |
| 38             | Wesołe miasteczko                     | The Best Amusement Park Ever          |
|                |                                       |                                       |
| 39             |                                       | Has Anyone Seen My Book?              |
|                |                                       |                                       |
| 40             |                                       | The Perfect Gentleman                 |
|                |                                       |                                       |
| 41             |                                       | A Trip Back in Time                   |
|                |                                       |                                       |
| 42             |                                       | Mr. Fixit's Magnet Machine            |
|                |                                       |                                       |
| 43             |                                       | Peter’s Visit                         |
|                |                                       |                                       |
| 44             |                                       | End of the Rainbow                    |
|                |                                       |                                       |
| 45             |                                       | Bananas the Magician                  |
|                |                                       |                                       |
| SERIA CZWARTA  |                                       |                                       |
|                |                                       |                                       |
| 46             |                                       | Daylight Savings Time                 |
|                |                                       |                                       |
| 47             |                                       | Triple-A Deliveries                   |
|                |                                       |                                       |
| 48             |                                       | Mr. Fixit's Super Submarine           |
|                |                                       |                                       |
| 49             |                                       | Abe and Babe's Christmas Lesson       |
|                |                                       |                                       |
| 50             |                                       | The Best Counting Ever                |
|                |                                       |                                       |
| 51             |                                       | Fill'er Up Scotty                     |
|                |                                       |                                       |
| 52             |                                       | Who's Afraid of the Big Eclipse?      |
|                |                                       |                                       |
| 53             |                                       | The Mole Machine                      |
|                |                                       |                                       |
| 54             |                                       | Superstitious Bananas                 |
|                |                                       |                                       |
| 55             |                                       | King and Queen for a Day              |
|                |                                       |                                       |
| 56             |                                       | The Winners                           |
|                |                                       |                                       |
| 57             |                                       | Never Too Small                       |
|                |                                       |                                       |
| 58             |                                       | Mr. Gronkle Comes to Stay             |
|                |                                       |                                       |
| 59             |                                       | Match Makers                          |
|                |                                       |                                       |
| 60             |                                       | The New Neighbors                     |
|                |                                       |                                       |
| SERIA PIĄTA    |                                       |                                       |
|                |                                       |                                       |
| 61             |                                       | Mr. Gronkle Moves Away                |
|                |                                       |                                       |
| 62             |                                       | Huckle's Feathery Friend              |
|                |                                       |                                       |
| 63             |                                       | Count on Us                           |
|                |                                       |                                       |
| 64             |                                       | The Mystery of the Stone Circle       |
|                |                                       |                                       |
| 65             |                                       | The Big Apple Christmas Caper         |
|                |                                       |                                       |